# Weald (Oxfordshire)
Weald – osada w Anglii, w hrabstwie Oxfordshire, w dystrykcie West Oxfordshire. Leży 21 km na zachód od Oksfordu i 102 km na zachód od Londynu.